# سیارک ۷۰۳۵
سیارک ۷۰۳۵ (به انگلیسی: 7035 Gomi، نامگذاری:1995BD3) هفت هزار و سی و پنجمین سیارک کشف شده‌است که در ۲۸ ژانویه ۱۹۹۵ کشف شد.
قدر مطلق سیارک برابر ۱۲٫۴۰ است.